# Escatalens
Escatalens é uma comuna francesa na região administrativa da Occitânia, no departamento de Tarn-et-Garonne. Estende-se por uma área de 17.99 km², e possui 1.107 habitantes, segundo o censo de 2018, com uma densidade de 62 hab/km².